# 범타
범타(凡打)란, 친 타구가 안타가 되지 못하고 내야수나 외야수의 글러브에 들어가 아웃된 것을 일컫는다. 아무리 많은 바운드의 타구라도 안타가 되지 못 했으면 범타다.

## 범타의 예시
- 타자가 뜬공을 쳐 인필드 플라이가 선언되거나, 수비수에게 잡힌다.
- 타자의 타구를 수비수가 잡아낸다.
- 타자가 친 타구를 수비수가 땅볼로 잡아낸다.
  - 이 외에도 다양한 범타가 있다.